# Strobilanthes burkillii
Strobilanthes burkillii är en akantusväxtart som beskrevs av Stephen Troyte Dunn. Strobilanthes burkillii ingår i släktet Strobilanthes och familjen akantusväxter. Inga underarter finns listade i Catalogue of Life.